# Antoine Louis Claude Destutt de Tracy
Antoine Louis Claude Destutt de Tracy (ur. 20 lipca 1754 w Burbonii, zm. 9 marca 1836 w Paryżu) – francuski filozof, ekonomista i polityk.
Twórca terminu ideologia. Był przedstawicielem francuskiego oświecenia oraz prekursorem liberalizmu. Należał do tzw. ideologów, czyli grupy filozofów francuskich, którzy na przełomie XVIII i XIX wieku kierując się metodą Condillaca podjęli badania nad pochodzeniem idei. Autor prac Élémens d’idéologie oraz Traité de la volonté et de ses effets. W Polsce myśli Tracy’ego studiował, szerzył i cytował w swoich książkach socjolog Józef Supiński.
Od 1808 r. był członkiem Akademii Francuskiej (zajmował fotel 40).
Komandor Legii Honorowej.